# Nationella språkbanken

Nationella språkbankens logotyp

Nationella språkbanken är en svensk nationell forskningsorganisation som stöder forskning om språk och forskning som baseras på språkdata. Nationella språkbanken består av tre grenar med skilda ansvarsområden - Språkbanken Text, Språkbanken Tal, och Språkbanken Sam - lokaliserade i Göteborg, Stockholm och Uppsala. Nationella språkbanken koordinerar också Swe-Clarin, Sveriges deltagande i den Europeiska språkforskningsinfrastrukturen CLARIN ERIC.
Under åren 2018 till 2024 är den en del av Vetenskapsrådets program för forskningsinfrastrukturer av nationellt intresse.